# Novi di Modena
Novi di Modena – miejscowość i gmina we Włoszech, w regionie Emilia-Romania, w prowincji Modena.
Według danych na rok 2004 gminę zamieszkiwało 10 396 osób, 203,8 os./km².